# Garou (Burkina Faso)
Pour les articles homonymes, voir Garou (homonymie).
Garou est une localité située dans le département de Boussou de la province du Zondoma dans la région Nord au Burkina Faso.

## Santé et éducation
Le centre de soins le plus proche de Garou est le centre de santé et de promotion sociale (CSPS) de Boussou tandis que le centre médical se trouve à Gourcy.